# Bogor
Bogor je indonéské město, nacházející se v oblasti Západní Jávy. Leží zhruba 60 km jižně od hlavního města Jakarty. Společně s ní, Tangerangem a Bekasi se stal Bogor postupem času celistvě obývanou oblastí, jež se pod akronymem „Jabodetabek“ řadí k největším metropolitním oblastem světa. K roku 2021 měl Bogor 1 075 457 obyvatel.
Bogor je jedno z nejdeštivějších měst celé Jávy. Také v období sucha je zde nutné od odpoledne počítat s velkými průtrhy mračen, které mohou vytrvat až do noci. Za rok je zde v průměru 320 bouřek. Město má také proto přízvisko „Kota Hujan“.
Ve středověku leželo na místě Bogoru hlavní město Sundského království Pakuan Pajajaran. V 18. století zde založil guvernér Nizozemské východní Indie Gustaaf Willem van Imhoff letní rezidenci Buitenzorg (nizozemsky „Bezstarostný“). V roce 1817 při ní vznikla botanická zahrada Kebun Raya Bogor o rozloze 87 hektarů, kterou spravuje indonéská akademie věd a jejíž hlavní atrakcí je zmijovec titánský. Sídlí zde také vysoká zemědělská škola Institut Pertanian Bogor. 
Nedaleko města se nacházejí sopky Gunung Gede, 2958 m n. m. vysoké a Mount Salak 2211 m n. m. vysoké

## Galerie

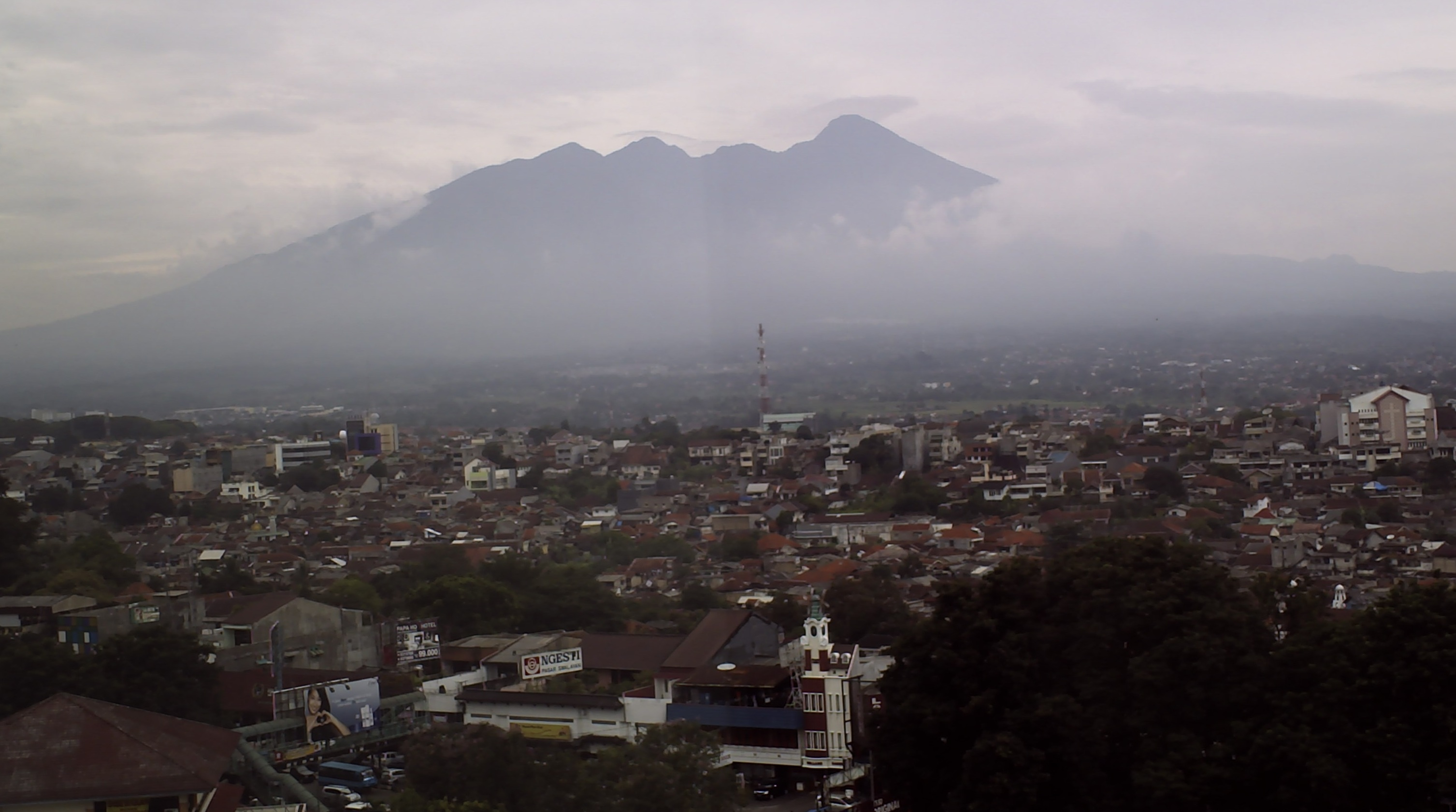
Bogor
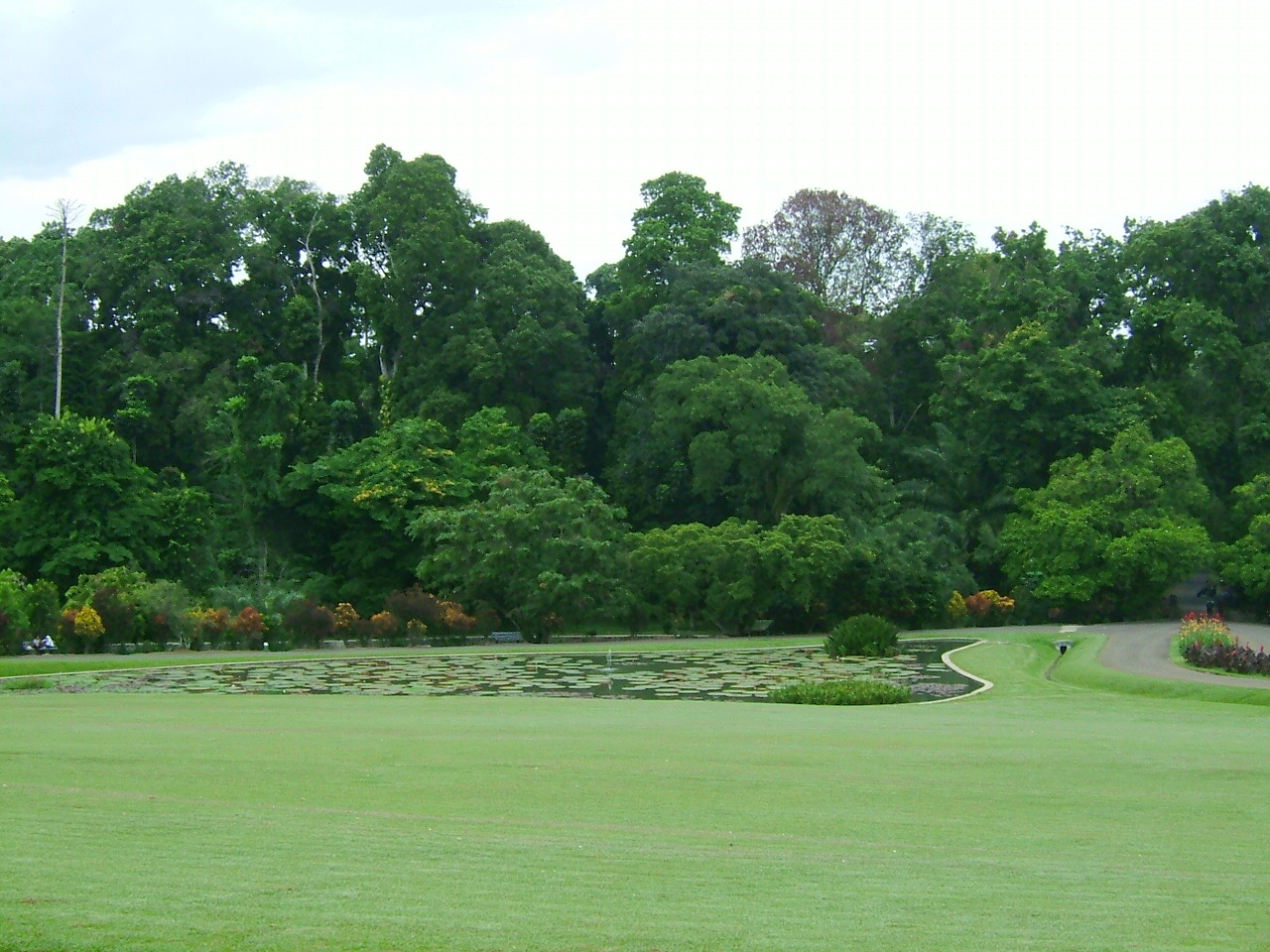
Místní botanická zahrada
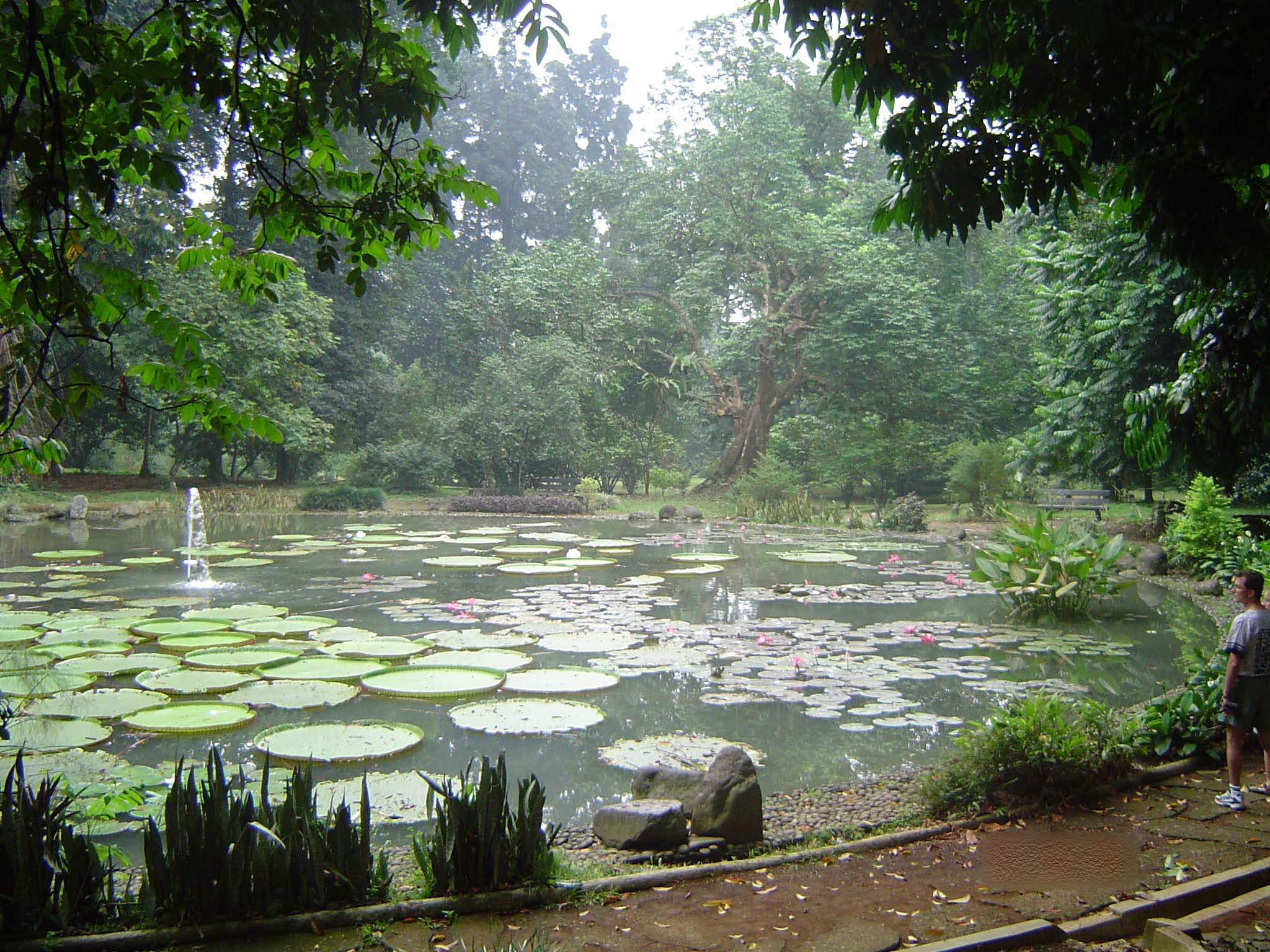
Místní botanická zahrada
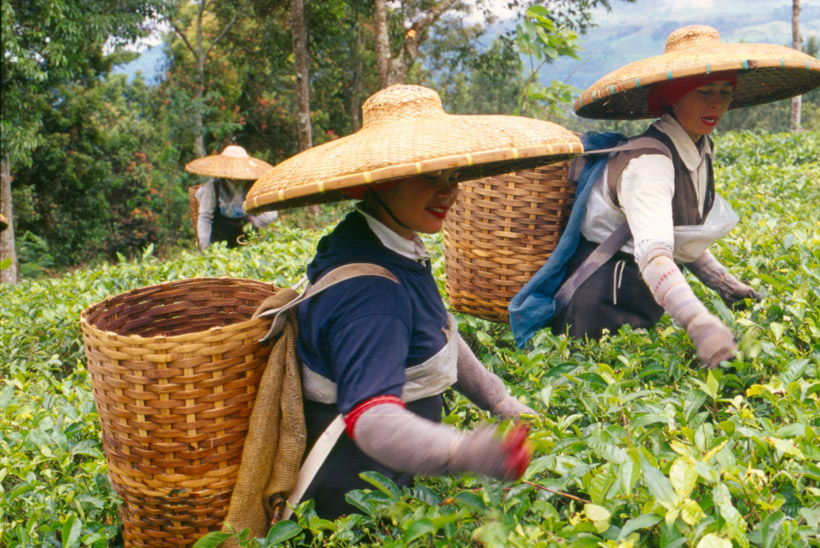
Místní sběračky čaje

## Významní rodáci
- Ayu Utami (* 1968), indonéská spisovatelka

## Partnerská města
St. Louis - Spojené státy americké